# Hanna Levy-Hass
Hanna Levy-Hass (* 18. März 1913 in Sarajewo; † 10. Juni 2001 in Jerusalem) war eine jugoslawisch-jüdisch-kommunistische Widerstandskämpferin gegen das Naziregime und Überlebende der Shoa.

## Leben
Hanna Levy-Hass wuchs in einer jüdischen Familie von Sarajewo auf. Als junge Frau trat sie der Kommunistischen Partei Jugoslawiens bei und engagierte sich gegen die deutsche Besatzung ihres Landes. Dabei wurde sie im Februar 1944 von der Gestapo verhaftet und im Sommer des gleichen Jahres in das KZ Bergen-Belsen deportiert. Hier gelang es ihr, heimlich Aufzeichnungen über das Lagerleben anzufertigen. Dieses Tagebuch erschien 1979 unter dem Titel Vielleicht war das alles erst der Anfang im Rotbuch Verlag. Übersetzungen in mehrere Sprachen folgten. Als das Lager 1945 geräumt wurde, kam sie auf einen Räumungstransport und wurde dabei von sowjetischen Truppen befreit. Zunächst kehrte sie nach Jugoslawien zurück, emigrierte jedoch 1948 nach Israel.
Anfang der 1980er-Jahre bereiste sie Westeuropa, wobei sie zeitweise in Genf sowie in Paris lebte. Mitte der 1980er Jahre machte sie sich Gedanken darüber, wieder nach Jugoslawien zurückzukehren. Dort wollte sie für immer bleiben.
Hanna ist die Mutter der Journalistin und Autorin Amira Hass.

## Ausgaben des Tagebuchs
- Vielleicht war das alles erst der Anfang : Tagebuch aus d. KZ Bergen-Belsen 1944–1945. Hrsg. von Eike Geisel. Rotbuch-Verlag, Berlin 1979, ISBN 3-88022-191-X.
  - Neuausgabe: Vielleicht war das alles erst der Anfang. Tagebuch aus dem KZ Bergen-Belsen 1944–1945. Hrsgg. von Amira Hass. Beck, München 2009, ISBN 978-3-406-59199-0.
  - Französische Ausgabe: Journal de Bergen-Belsen, 1944–1945. Seuil, Paris 1989, ISBN 2-02-010478-4.
  - Amerikanische Ausgabe: Diary of Bergen Belsen: The story of how one woman survived the Holocaust. Haymarket, Chicago 2007, ISBN 978-1-931859-48-6.
  - Britische Ausgabe: Inside Belsen. Übersetzt von Ronald Taylor. Mit einer Einleitung von Jane Caplan. The Harvester Press, Brighton 1982, ISBN 0-7108-0355-9.
  - Niederländische Ausgabe: En misschien was dat nog maar het begin … : dagboek uit het KZ Bergen-Belsen 1944-1945. Het Wereldvenster, Baarn 1980, ISBN 90-293-9702-0.